# Cantone di Lannemezan
Il Cantone di Lannemezan era una divisione amministrativa dell'arrondissement di Bagnères-de-Bigorre.
A seguito della riforma approvata con decreto del 25 febbraio 2014, che ha avuto attuazione dopo le elezioni dipartimentali del 2015, è stato soppresso.

## Composizione
Comprendeva i comuni di:
- Artiguemy
- Benqué
- Bonnemazon
- Bourg-de-Bigorre
- Campistrous
- Capvern
- Castillon
- Chelle-Spou
- Clarens
- Esconnets
- Escots
- Espieilh
- Fréchendets
- Gourgue
- Lagrange
- Lannemezan
- Lutilhous
- Mauvezin
- Molère
- Péré
- Pinas
- Réjaumont
- Sarlabous
- Tajan
- Tilhouse
- Uglas